# Vajna
Vajna (1899-ig Vajnatina, szlovákul: Vojnatina) község Szlovákiában, a Kassai kerület Szobránci járásában.

## Fekvése
Szobránctól 4 km-re keletre, a Kelet-Szlovákiai Alföld északkeleti részén fekszik.

## Története
A régészeti leletek tanúsága szerint itt már a 9.–10. században település állt, melynek területéről számos cserépmaradvány került elő.
Vajna első írásos említése még birtokként 1284-ből származik, faluként 1336-ban említik először. A 13. századtól a tibai váruradalom része volt, de több tibai és nagymihályi nemesnek is volt itt birtoka, akik kúriákat is építettek ide. A 14. század első felében a falunak temploma és malma is volt. 1427-ben az adóösszeírásban 26 jobbágy házzal szerepel. Később a házak és az adózók száma csökkent. 1599-ben csak 5 ház állt a településen. 1677-ben Szinnyei Andrásnak kisméretű udvarháza volt itt. A 17. század közepén temploma az evangélikusoké volt, majd – megújítása után – a 18. század közepétől újra a katolikusoké. A 18. század elejére a falu csaknem elnéptelenedett. Az 1715-ös és 1720-as összeírások nem találtak adózót a községben, csak nemesek lakták.  Ezután újra betelepítették.
A 18. század végén, 1799-ben Vályi András így ír róla: „VAJNATINA. Tót falu Ungvár Várm. földes Urai több Urak, lakosai katolikusok, fekszik Tibének szomszédságában, és annak filiája; határja jó, vagyonnyai is jelesek.”
1828-ban 57 házában 447 lakos élt. Fényes Elek 1851-ben kiadott geográfiai szótárában így ír a faluról: „Vajnatina, Ungh v. orosz-tót falu, Tybához közel: 201 romai, 136 g. kath., 18 ref., 46 zsidó lak. F. u. többen. Ut. p. Szobráncz.”
A trianoni diktátumig Ung vármegye Szobránci járásához tartozott, majd az újonnan létrehozott csehszlovák államhoz csatolták. 1938 és 1945 között ismét Magyarország része.

## Népessége
| Év:            | 1994. | 2004.   | 2014.   | 2024.   |
| -------------- | ----- | ------- | ------- | ------- |
| Emberek száma: | 259   | 238     | 246     | 232     |
| Eltérés:       |       | -8,10 % | +3,36 % | -5,69 % |

| Év:            | 2023. | 2024.   |
| -------------- | ----- | ------- |
| Emberek száma: | 233   | 232     |
| Eltérés:       |       | -0,42 % |

1880-ban 476 lakosából 10 magyar és 441 szlovák anyanyelvű volt.
1890-ben 455 lakosából 9 magyar és 380 szlovák anyanyelvű volt.
1900-ban 462 lakosából 21 magyar és 401 szlovák anyanyelvű volt.
1910-ben 466 lakosából 6 magyar és 419 szlovák anyanyelvű volt.
1921-ben 441 lakosából 11 magyar és 391 csehszlovák volt.
1930-ban 417 lakosából 409 csehszlovák volt.
1941-ben 423 lakosa volt.
1991-ben 264 lakosából 262 szlovák volt.
2001-ben 243 lakosából 241 szlovák volt.
2011-ben 240 lakosából 236 szlovák.

## Nevezetességei
Római katolikus temploma a 16. században épült reneszánsz stílusban. 1718-ban barokk stílusban építették át.